# .ec
.ecは国別コードトップレベルドメインの一つで、エクアドルに割り当てられる。
登録はセカンドレベルに直接か、もしくは以下のサードレベルに登録できる。
- .COM.EC：商用
- .INFO.EC：情報一般
- .NET.EC：ISP
- .FIN.EC：金融機関・サービス
- .MED.EC：医療・健康に関係した実体
- .PRO.EC：弁護士・建築士・会計士などの専門職
- .ORG.EC：NPO
- .EDU.EC：教育機関
- .GOV.EC：エクアドル政府
- .MIL.EC：エクアドル軍